# Richard Williamson
Pour les articles homonymes, voir Williamson.
Cet article possède un paronyme, voir Richard S. Williamson.
Richard Nelson Williamson, né le 8 mars 1940 à Londres et mort le 29 janvier 2025 à Margate (Kent, Angleterre), est un évêque catholique traditionaliste britannique. Qualifié d'intégriste, il est connu pour ses propos négationnistes.
Élevé dans l'anglicanisme, il se convertit au catholicisme en 1971 puis rejoint la Fraternité sacerdotale Saint-Pie-X (FSSPX) en 1972. Il y est ordonné prêtre en 1976, puis consacré évêque en 1988 sans mandat pontifical par Marcel Lefebvre, sous le pontificat de Jean-Paul II. Avec les autres participants à la consécration épiscopale, il est frappé d'excommunication, sanction levée par Benoît XVI en 2009.
Richard Williamson exerce pendant plus de vingt ans la fonction de recteur de plusieurs séminaires de la FSSPX. Il fait partie de ceux qui s'opposent à un rapprochement de la FSSPX avec le Saint-Siège, ce qui lui vaut d'en être exclu en octobre 2012. Il entreprend alors un ministère indépendant auprès de communautés traditionalistes de « résistance » contre la nouvelle direction de la FSSPX. Le 19 mars 2015, il consacre un évêque sans mandat pontifical et est ainsi, de nouveau, frappé par l'excommunication latæ sententiæ, puis à nouveau en mars 2016, mai 2017 et janvier 2021 pour le même motif.
Richard Williamson nie à plusieurs occasions l'existence des chambres à gaz nazies, accuse les autorités américaines d'avoir organisé les attentats du 11 septembre 2001 et affirme que les Juifs sont les « premiers serviteurs du diable » et probablement les créateurs de la Covid-19.

## Biographie

### Jeunesse
Richard Williamson naît à Londres, deuxième d'une fratrie de trois fils. Sa mère, d'origine américaine, est une adepte de la Science chrétienne et son père, d'origine écossaise, est acheteur chez Marks & Spencer. Il grandit dans une famille aisée et effectue ses études au Winchester College puis au Clare College de l'université de Cambridge et obtient un diplôme en littérature.
Il enseigne ensuite au Ghana pendant deux ans puis, à partir de septembre 1965, à la St Paul's School de Londres pendant les cinq années suivantes. Outre l'anglais, il enseigne le français, l'allemand, l'italien et l'espagnol, langues qu'il parle couramment.
En 1971, il se convertit au catholicisme sous l'influence du journaliste conservateur Malcolm Muggeridge, et du père John Flanagan, un prêtre du diocèse d'Arundel et Brighton. Ce dernier l'encourage dans sa vocation de prêtre et Richard Williamson participe à une session de formation du diocèse d'Arundel et Brighton, mais ses propos sur la nécessité de la pénitence sont jugés trop rétrogrades et le diocèse ne donne pas suite. John Flanagan lui conseille alors de se tourner vers la congrégation de l'Oratoire,.
Richard Williamson passe quelques mois en tant que postulant à l'oratoire de Brompton, avant de s'opposer à l'un de ses professeurs en suggérant de ne pas se contenter des commentaires modernes de la Bible et de lire ceux d'Augustin d'Hippone. Lorsqu'il rapporte l'incident à John Flanagan, celui-ci lui répond que le seul endroit qui puisse lui convenir est le séminaire d’Écône, dirigé par la Fraternité sacerdotale Saint-Pie-X, où il entre en 1972 après avoir accompli les 30 jours d'Exercices spirituels d'Ignace de Loyola,.
Ordonné prêtre en 1976, il enseigne la métaphysique de Thomas d'Aquin au séminaire d'Écône. En 1983, il est nommé recteur du séminaire américain de la Fraternité, à Ridgefield dans le Connecticut, en remplacement de Donald J. Sanborn (Sanborn fut muté en Irlande pour insubordination et finalement exclu de la FSSPX), et continue d'occuper cette fonction lorsque le séminaire est transféré en 1988 à Winona, dans le Minnesota, où il reste jusqu'en 2003.

### Consécration et excommunication

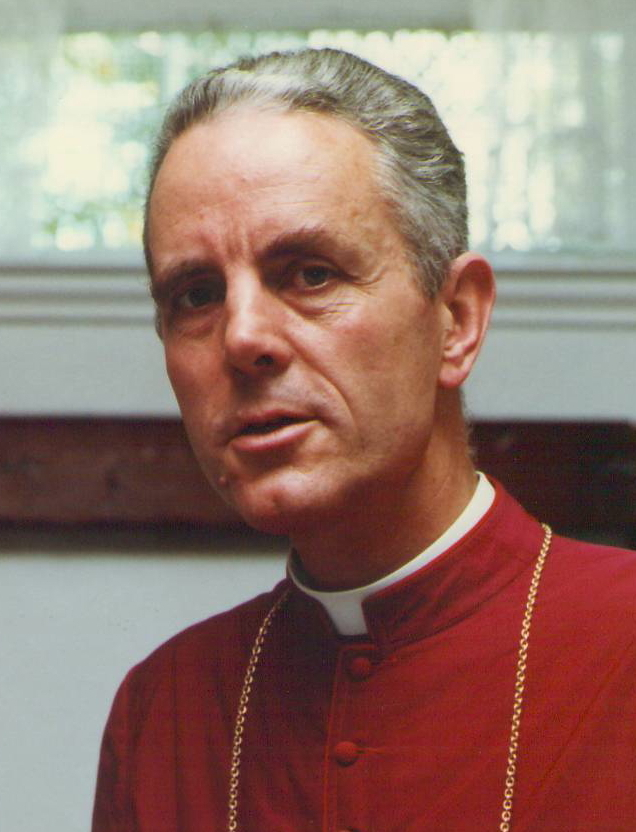
Richard Williamson en 1991.

Le 30 juin 1988 Marcel Lefebvre consacre quatre évêques sans permission expresse du pape, après quoi le cardinal Bernardin Gantin, préfet de la Congrégation pour les évêques, déclare excommuniés Lefebvre lui-même, Antônio de Castro Mayer, l'évêque coconsécrateur, et les quatre nouveaux évêques, dont Richard Williamson. Les évêques de la FSSPX, pour leur part, considèrent comme nulle et sans effet l'excommunication dont ils ont fait l'objet.

### Ministère après 1988
En 2003, Richard Williamson est nommé recteur de l'un des plus importants séminaires de la FSSPX à La Reja, près de Buenos Aires, en Argentine,. Le 8 février 2009, la direction de la Fraternité le relève de ses fonctions, semble-t-il avec son accord, à la suite du retentissement médiatique de ses propos négationnistes,,,.

### Levée de l'excommunication
Par décret de la congrégation pour les évêques du 21 janvier 2009 signé par le cardinal Giovanni Battista Re, préfet de la congrégation, l'excommunication qui frappait les quatre évêques consacrés par Lefebvre, Richard Williamson, Bernard Fellay, Alfonso de Galarreta et Bernard Tissier de Mallerais, est levée de façon unilatérale et sans concession de la part des quatre évêques concernés,.
Face au scepticisme des catholiques après la réintégration des évêques de la FSSPX, Benoît XVI tient à préciser que la levée de l’excommunication « ne signifiait pas de soi le retour à la pleine communion du mouvement intégriste, et qu’elle ne pouvait se faire que dans le respect de l’enseignement du concile Vatican II»,.
En 2012, lors des discussions au Vatican concernant une possible régularisation du statut de la FSSPX, Richard Williamson fait partie des trois évêques qui s'opposent à toute discussion : il cosigne avec Bernard Tissier de Mallerais et Alfonso de Galarreta une lettre au supérieur de la FSSPX,,, puis s'exprime via une série de commentaires publiés sur Internet. Cette opposition aux discussions se double d'une opposition à Fellay et conduit ce dernier à l'exclure de la fraternité le 23 octobre 2012,,,,,

### Ministère après 2012
Après son exclusion de la Fraternité sacerdotale Saint-Pie-X en 2012, Richard Williamson fonde l'Union sacerdotale Marcel-Lefebvre, rassemblant « une soixantaine de prêtres »,. Il procède, le 19 mars 2015, à la consécration épiscopale illicite de l'abbé Jean-Michel Faure, se retrouvant de fait excommunié latae sententiae,,,. Le 19 mars 2016, il réitère cet acte en consacrant le Brésilien Miguel Ferreira da Costa, connu sous le nom de père Thomas d'Aquin, prieur de Santa Cruz, à Nova Friburgo,. Il procède, le 11 mai 2017 à la consécration épiscopale du Mexicain Gerardo Zendejas.
Le 14 janvier 2021, en secret, Richard Williamson consacre évêque l'abbé Giacomo Ballini, prêtre italien exerçant son ministère en Irlande, « alors que la fausse crise du Covid bat son plein, avec toutes les restrictions concernant les déplacements » et que l'Irlande est menacée d'être « complètement coupée de l’Angleterre pour une durée indéterminée ». Cette consécration n'est révélée publiquement que deux ans plus tard, en janvier 2023. Le 14 février 2022, il consacre évêque Paul Morgan (en), ancien membre de la FSSPX, qui avait été cérémoniaire lors des sacres de 1988 à Écône. Le 15 août 2022, il consacre Michał Stobnicki comme évêque en Pologne[réf. nécessaire]. Fin 2023, il reconsacre Carlo Maria Viganò comme évêque sous condition (en),.
Il meurt le 29 janvier 2025 des suites d’une hémorragie cérébrale, à l'hôpital Queen Elizabeth The Queen Mother de Margate.

## L'affaire Williamson
L'« affaire Williamson » est un terme communément employé dans les médias,,, pour désigner à la fois les déclarations négationnistes de Richard Williamson, leur publication et les réactions qui ont suivi.

### Contexte
L'affaire se déroule au moment même où le Vatican s’apprête à rendre publique la levée de l'excommunication, prononcée en 1988 contre Williamson et ses trois confrères.

### L'interview
Le 1er novembre 2008, après avoir ordonné un diacre en Suède, Williamson accorde un entretien à Ali Fegan, journaliste de la chaîne de télévision publique suédoise SVT, dans le cadre de l’émission hebdomadaire Uppdrag granskning.
À cette occasion, Ali Fegan demande à Williamson de revenir sur les propos sur la Shoah qu'il avait tenus à Sherbrooke au Québec en avril 1989 : il avait alors affirmé que les Juifs étaient les « ennemis du Christ » et que la Shoah était une invention des sionistes en vue de la création de l'État d'Israël. À l'époque, le président de la conférence épiscopale du Canada, l'archevêque d'Halifax James Martin Hayes, avait envoyé un télégramme au Congrès juif canadien pour désapprouver ces propos négationnistes.
Williamson répond à Ali Fegan : « Je crois qu’il n’y a pas eu de chambres à gaz. […] Je pense que 200 000 à 300 000 Juifs ont péri dans les camps de concentration, mais pas un seul dans les chambres à gaz ».
Le 15 janvier 2009, en prévision de la diffusion, programmée pour le 21 janvier, de l'émission Uppdrag granskning sur le thème de la Fraternité Saint-Pie-X, le diocèse catholique de Stockholm publie un communiqué dans lequel il « rejette complètement toute forme de racisme ou d'antisémitisme »,.
Le 19 janvier 2009, le contenu de l'interview est révélé au public par le magazine allemand Der Spiegel. L'entretien est ensuite diffusé le 21 janvier 2009 par la chaîne télévisée SVT.

### Les réactions

#### FSSPX
Dans un premier temps, le supérieur général de la FSSPX, Bernard Fellay, déclare dans un courrier du 23 janvier à la SVT que Richard Williamson est l'unique responsable de ses opinions et que la Fraternité n'a pas l'autorité pour juger des questions historiques. Sans condamner les propos de son évêque, il estime même « honteux » que l'interview ait porté sur des sujets séculiers « controversés » et non exclusivement sur la religion.
Le lendemain, 24 janvier, Fellay affirme que la position de Williamson n'est pas celle de la Fraternité, que ce dernier « n'engage que sa personne », ajoutant que l'« on va conclure que toute la Fraternité est antisémite », s’« [érigeant] avec véhémence contre une telle accusation ».
Trois jours plus tard, le 27 janvier, Fellay revient sur les déclarations de Williamson, précisant que celles-ci « ne reflètent en aucun cas la position de [la Fraternité Saint-Pie-X] » et qu'il « lui a interdit, jusqu’à nouvel ordre, toute prise de position publique sur des questions politiques ou historiques ». Il demande ensuite « pardon au Souverain Pontife, et à tous les hommes de bonne volonté, pour les conséquences dramatiques d’un tel acte » au nom de la Fraternité.
Dans une lettre adressée au cardinal Darío Castrillón Hoyos, prélat chargé au Vatican des négociations avec la FSSPX, Richard Williamson exprime des « regrets sincères » pour les « souffrances » causées au pape Benoît XVI par ses propos « imprudents », sans pour autant les rétracter. Ces excuses sont aussitôt jugées « tout à fait insuffisantes » par le primat des Gaules, le cardinal Philippe Barbarin tandis que le porte parole du Vatican, Federico Lombardi rappelle que l'évêque intégriste n’est pas un évêque normal de l’Église catholique.
Dès le lendemain d'une déclaration papale condamnant le négationnisme le 28 janvier, Florian Abrahamowicz, le prêtre de la Fraternité responsable pour le nord-est de l'Italie relance la polémique par des propos ambigus, expliquant que « les chambres à gaz ont existé au moins pour désinfecter », mais ne sachant dire « si elles ont causé des morts ou non » au prétexte qu'il n'« [a] pas approfondi la question ». Il prétend aussi que ceux qui s'indignent publiquement des propos de Richard Williamson ne le font que pour contrarier le Vatican. Le 6 février, l'abbé Abrahamowicz est expulsé de la FSSPX « pour des motifs disciplinaires graves » et afin d'« éviter que l'image de la Fraternité Saint Pie X ne subisse des distorsions supplémentaires ».

#### L'Église catholique
Le Vatican, contraint de s'expliquer le 4 février après de vives critiques de la chancelière allemande Angela Merkel, demande à Richard Williamson de « prendre sans équivoque et publiquement ses distances » avec ses déclarations sur la Shoah avant d'être admis aux fonctions épiscopales dans l'Église catholique. Ce dernier, loin de se rétracter, réplique plutôt, dans une interview à l'hebdomadaire Der Spiegel le 9 février, qu'il va se pencher sur les preuves historiques de l'existence des chambres à gaz avant d'envisager une rectification précisant qu'il n'avait pas lu la littérature sur les camps et qu'il n'avait pas l'intention de se rendre à Auschwitz.
À la suite de ces propos, la direction de la Fraternité et Richard Williamson s'entendent pour que ce dernier se retire de son poste de directeur du séminaire de la FSSPX de La Reja, en Argentine,.
Par ailleurs, le ministre argentin de l'Intérieur Florencio Randazzo (es) somme Richard Williamson de quitter le territoire, « sous peine d'être expulsé ». Richard Williamson rejoint donc Londres, le 24 février. Le 26 février, à la demande conjointe du pape et du supérieur de la FSSPX, Williamson demande pardon à l'Église ainsi qu'aux survivants et aux familles des victimes de la Shoah pour le « mal » qu'ont fait ses propos à la télévision suédoise.
Le Vatican juge les excuses insuffisantes tant sur la forme que sur le fond et exige que Williamson se rétracte « de façon absolue et sans équivoque (…) concernant la Shoah » tandis que les communautés juives d'Allemagne et d'Italie, rejoints par des représentants d'associations catholiques, n'accordent aucun crédit à ces regrets. La Commission européenne rappelle que le négationnisme est un délit dans plusieurs pays européens et les autorités allemandes songent, elles, à poursuivre l'évêque lefebvriste pour négationnisme.
En réaction aux accusations d'insuffisance de communication du porte-parole du Vatican Federico Lombardi, le cardinal Castrillon Hoyos, président de la Commission pontificale Ecclesia Dei, affirme cependant le 17 mars suivant que si Rome avait connu les positions de Williamson avant la levée d'excommunication, elle n'aurait pas demandé sa rétractation « parce que c'est un problème historique, pas moral », estimant par ailleurs qu'il n'avait pas à savoir « quelque chose qu’il n'a pas besoin de savoir » car cela relève selon lui du cardinal Giovanni Battista Re, responsable de la vie des évêques.
Au sein de l’Église catholique, l’émotion est vive et s'exprime notamment par les évêques de différents pays et jusqu'au sein de la Curie. Les craintes portent entre autres sur un éventuel reniement des enseignements du concile Vatican II dont l’une des avancées réside précisément dans les nouveaux rapports créés avec le peuple juif. Lors d'une audience pontificale du 28 janvier 2009, Benoît XVI exprime sa solidarité « pleine et indiscutable » avec le peuple juif et condamne la négation de la Shoah. Il rappelle en outre que la levée de l'excommunication est un acte de « miséricorde paternelle », qu'il ne signifie pas le retour à la pleine communion de la FSSPX, laquelle est conditionnée à la reconnaissance par les intégristes de l’autorité du pape et de celle du concile.
Tout en exprimant son indignation, le cardinal André Vingt-Trois, archevêque de Paris, rappelle que « l’excommunication ne visait pas les propos négationnistes mais l’ordination illégitime d’évêques ». Le 27 janvier 2009, le président de la conférence des évêques suisses rappelle également que « les quatre évêques ont maintes fois déclaré, qu'eux-mêmes et la fraternité, n'acceptaient pas la déclaration du concile Vatican II Nostra Ætate sur les relations avec le judaïsme et les religions non chrétiennes ». Il fait aussi de l'acceptation du concile Vatican II et en particulier de Nostra Ætate un prérequis au rétablissement de la communion et à la levée des suspenses.

#### Communauté juive
Les propos négationnistes de l'évêque traditionaliste, concomitants à l'annonce de la levée d'excommunication, suscitent un vif émoi, voire de la colère, au sein des organisations juives, remettant en cause le dialogue interreligieux. Les rabbins italiens, puis américains, expriment leur « profond regret » tandis que le Conseil central des juifs d'Allemagne suspend tout dialogue avec l'Église catholique et que la communauté juive, dans son ensemble, attend des éclaircissements de la part du Saint-Siège,,,. Une fois les ambiguïtés levées, le voyage officiel du souverain pontife en Israël, quelques semaines plus tard, a lieu comme prévu. Lors de ce voyage, l'une des premières visites de Benoît XVI est pour le mémorial de Yad Vashem, où il parle nommément et sans équivoque des « six millions de Juifs » assassinés lors de la Shoah.

#### Médias
Selon la BBC citée par Le Monde, Richard Williamson a également souscrit à l'idée des théories du complot à propos des attentats du 11 septembre 2001, accusant les États-Unis de les avoir fomentés. Dans son message hebdomadaire « Les commentaires Eleison » du 1er octobre 2011, Williamson écrit : « Les preuves comme quoi le 11 septembre était une machination du pouvoir en place s’accumulent. ». D'une manière générale, Williamson accuse le concile Vatican II d'avoir provoqué « le chaos théologique que nous avons aujourd'hui » en légitimant une « dictature du relativisme ».
Dans un entretien au Spiegel, Williamson se dit « étonné » d'être un objet de polémique car « le catholicisme de gauche n'a pas encore pardonné le fait que Ratzinger soit devenu pape » et confirme ses propos précédents.
Gilles Karmasyn, éditeur du site Pratique de l'Histoire et dévoiements négationnistes (PHDN), relève que Richard Williamson a publié très régulièrement des lettres pastorales dont bon nombre, depuis les années 1990, peuvent ou pouvaient être consultées sur Internet. Il note que ces lettres sont émaillées de propos racistes, sexistes et antisémites et que la FSSPX n'a jamais pris ses distances vis-à-vis de ces déclarations.
Natalia Trouiller estime dans La Vie que les théories de Fellay sur les Juifs et les francs-maçons impliqués dans un vaste complot contre la FSSPX sont au fond assez semblables à celles de Williamson et conclut que « l'antisémitisme de Mgr Williamson avait simplement fait passer au second plan celui de Mgr Fellay »,.

### Exclusion de la FSSPX
Les discussions avec Rome entraînant maintes tensions entre les différents membres de la FSSPX - et notamment entre les évêques -, l'opposition entre Richard Williamson et Bernard Fellay s'est exacerbée, notamment par le biais des prises de position dans les médias. À la suite de plusieurs avertissements et menaces d'exclusion énoncées par Bernard Fellay à son encontre en raison des déclarations répétées contre la direction de la FSSPX, Williamson a été officiellement exclu de la Fraternité le 23 octobre 2012.

### Le procès
En avril 2010, Williamson avait été condamné en première instance à une amende de 10 000 euros pour « incitation à la haine raciale », après avoir refusé de payer une amende de 12 000 euros proposée par le parquet de Ratisbonne pour échapper à un procès. L’évêque fait appel de cette décision. Le tribunal de grande instance de Ratisbonne (sud) l'a finalement condamné le 11 juillet 2011, en appel à une amende de 6 500 euros.
En février 2012, ses avocats demandent l'annulation de la condamnation pour négationnisme de l’évêque, en invoquant des erreurs de procédure : la cour d’appel de Nuremberg (sud) a expliqué que « seule la diffusion en Allemagne et non l’interview elle-même, menée en privée, était susceptible de poursuites ». Or, « le motif d’accusation (au début de la procédure) ne précise pas que le contenu de l’interview (…) a été diffusé en Allemagne, ni où, ni comment ». Les propos incriminés ne sont condamnables qu’en Allemagne et pas en Suède, la « description de leur mode de diffusion » en Allemagne était donc d’une « importance essentielle », a souligné la cour d’appel. Les avocats de l’évêque ont toujours plaidé que les journalistes suédois ayant interviewé Williamson, l’avaient assuré que ses propos ne seraient diffusés qu’en Suède,,.
Cependant, en avril 2014, la condamnation pénale de Williamson est confirmée : le tribunal régional supérieur de Nuremberg rejette son dernier recours et il est condamné à payer les 1 800 euros d’amende pour propos négationnistes, auxquels il avait été condamné en première instance à Ratisbonne, le 16 janvier 2013, puis en appel le 23 septembre de la même année.
Après que tous ses recours ont été rejetés en Allemagne, Williamson dépose en août 2017 une requête devant la Cour européenne des droits de l'homme devant laquelle il soutient « que la condamnation pénale dont il avait fait l’objet pour incitation à la haine avait emporté violation de son droit à la liberté d’expression ». Le 31 janvier 2019, après avoir notamment constaté que la sanction lui ayant été infligée « était très clémente » la Cour rejette sa requête « pour défaut manifeste de fondement ».

## Autres déclarations et polémiques
En 1991, Richard Williamson conseille de lire les Protocoles des Sages de Sion, un pamphlet antisémite russe. En 2008, il déclare qu'il considère le livre comme « authentique ».
En 1991, il déclare que les femmes ne devraient pas porter de pantalon, et en 2001 qu'elles ne devraient pas aller à l'université.
En 1999, pendant l'intervention de l'OTAN contre la Serbie, il déclare que les dirigeants européens sont contrôlés par « la judéo-maçonnerie ».
Pour lui, les attentats du 11 septembre 2001 sont dus à un « complot judéo-maçonnique ». Il considère qu'il est impossible que des avions de ligne aient pu détruire les bâtiments, et croit à un missile tiré par l'armée américaine elle-même, reprenant les thèses de l'extrême droite américaine.
Dans un discours tenu en septembre 2020 au siège du groupe SSPX Resistance à Cork il déclare, entre autres déclarations antisémites, que la Covid-19 « est potentiellement une création des Juifs, ».
En juillet 2021 à Cork, Richard Williamson affirme dans un sermon que les Juifs sont à l'origine de la pandémie de Covid-19 et les traite de « master servants of the devil » (« premiers serviteurs du diable »),.